# Gastronomia de Guatemala
La gastronomia guatemalteca inclou les tradicions culinàries dels pobles que habiten Guatemala i en reflecteix la naturalesa multicultural. És una fusió de les diferents pràctiques alimentàries de persones de procedències molt diverses. Reuneix el menjar típic dels maies a les terres altes, els plats dels ladinos a les zones urbanes i a la plana i, en menor mesura, una cuina amb influències africanes entre els garífunes (al voltant de Livingston).
La majoria dels aliments tradicionals de la cuina guatemalteca es basen en la cuina maia, amb influència espanyola, i destaquen com a ingredients clau el blat de moro, els bitxos, els fesols, el cacau, el tomàquet, el sèsam, el coco, el plàtan i el marisc. Guatemala és la famosa llar de l'alvocat Hass. Alguns plats com les tortillas i els fesols són populars a tot el país, mentre que d'altres prevalen segons el clima, la ubicació geogràfica i les condicions del sòl.

## Característiques
La civilització maia es va estendre per gran part de l'Amèrica Central, per això la gastronomia guatemalteca s'acosta a altres cuines, sobretot la mexicana, els ingredients bàsics de les quals són els mateixos, amb la diferència que el bitxo se serveix per separat a Guatemala.
Els maies utilitzaven principalment blat de moro, anomenant-se a si mateixos els "veritables pobles"; els que no menjaven blat de moro tenien "carn diferent". Així, la tradició encara dicta que les mares col·loquen una espiga de blat de moro a la mà dels nounats, i només consumeixen plats a base de blat de moro durant la lactància perquè el seu bebè desenvolupi “carn real”.
També trobem a la dieta maia: fesols (frijoles), alvocat, tomàquet, bitxo, xocolata o vainilla.
Amb l'arribada dels colons espanyols, els guatemaltecs van afegir altres ingredients a la seva cuina, com la carn de porc o de pollastre, els plàtans o el coco.
L'any 2005, un informe de l'oficina de l'Organització de les Nacions Unides per a l'Agricultura i l'Alimentació (FAO) a Guatemala va mostrar que la dieta del 75% de les famílies guatemalteques consistia només en cinc aliments: tortillas de blat de moro, pa dolç, fesols, ous i tomàquet.

## Algunes especialitats

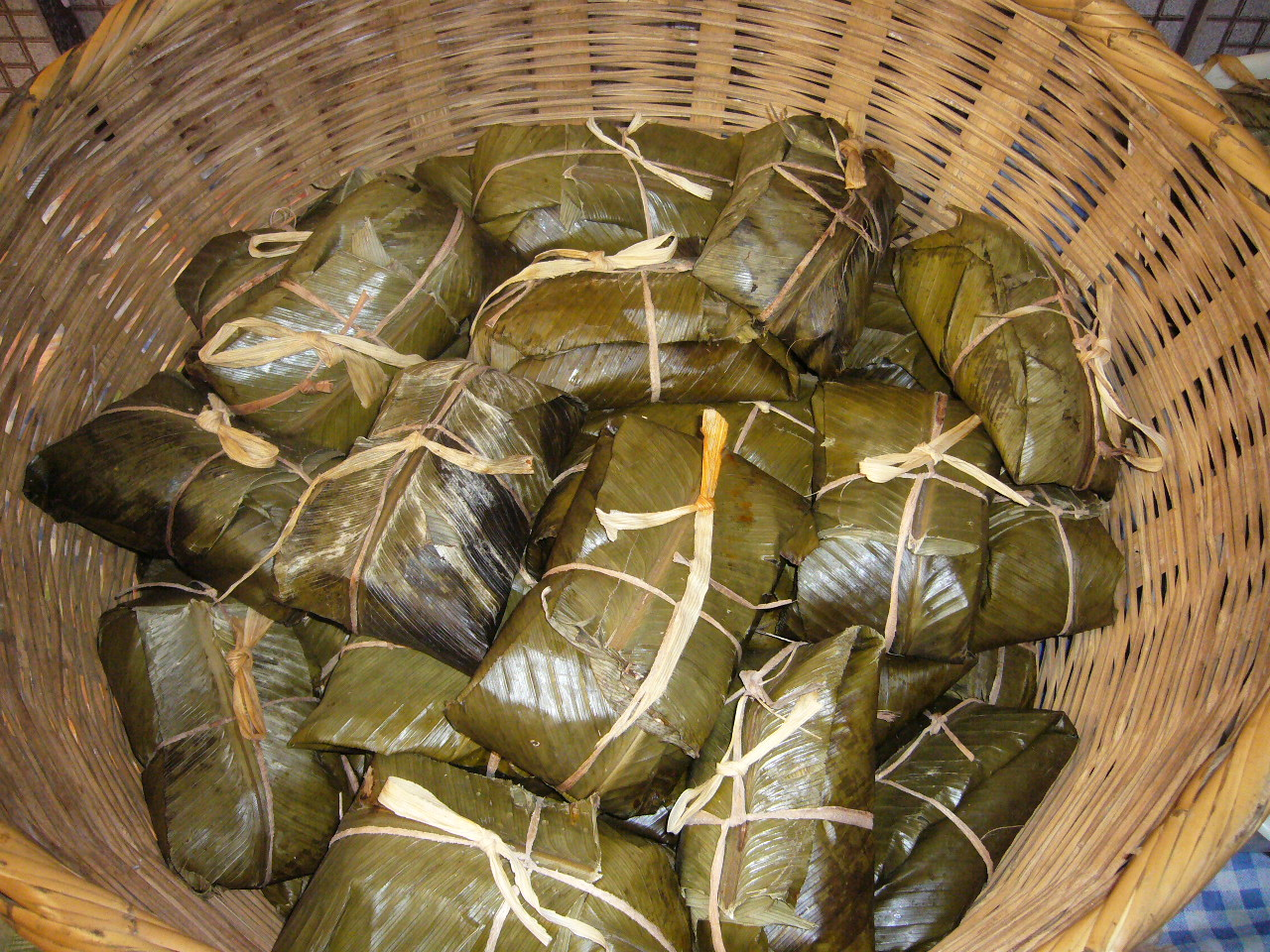
Tamales embolicats en fulles de maxán

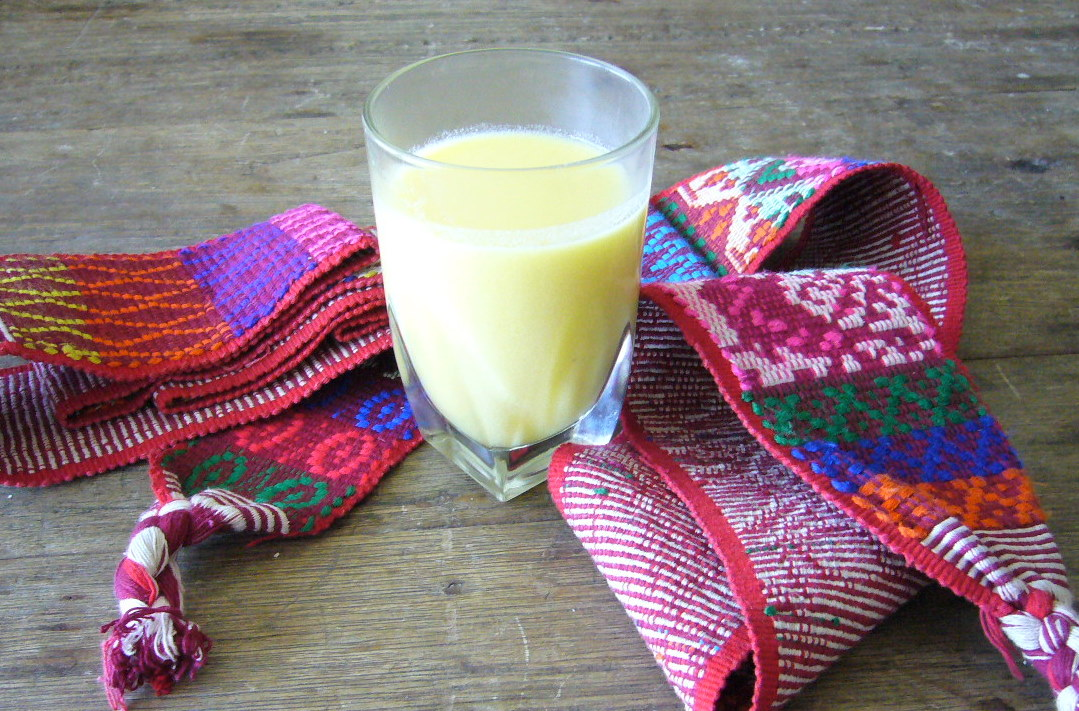
Atol de elote guatemaltec

L'any 2007, el govern de Guatemala va declarar quatre plats típics com a patrimoni cultural immaterial de la nació: el jocón, el pepián, el kaq'ik i els plátanos en mole. Aquests plats neixen al segle XVI a les cuines de les grans famílies del regne de Guatemala i als convents espanyols, es servien en cerimònies on assistien les famílies més riques.
El dinar sovint consisteix en ous, mongetes negres, formatge, plàtans fregits i fruita. Es pot acompanyar de cafè. Els acompanyaments clàssics són les mongetes negres (frijoles) i l'arròs.
Plats i begudes
- Jocón: brou de verdures, espècies i carn de gallina criolla o de pollastre, originari de Huehuetenango i d'origen hispanoàrab[3]
- Pepián: estofat de pollastre amb güisquil d'origen maia, servit en ocasions especials[2]
- Kaq'ik: sopa picant de chompipe (un tipus de gall dindi) amb espècies i verdures d'origen prehispànic[12]
- Plátanos en mole: postres de mole preparat amb xocolata, plàtans, bitxo, sèsam i canyella
- Frijoles con chicharrón: estofat de fesols i chicharrones (o amb carnitas) de sabor suau i textura cremosa, que es prepara principalment a Chimaltenango[13][14]
- Ceviche: peix o marisc marinat en fred
- Tapado: sopa de peix amb plàtan verd i llet de coco
- Chile relleno: pebrot (chile poblano) farcit
- Mojarra frita: peix (gerrèids) fregit amb all de la zona d'Amatitlán[15]
- Pulique: guisat de carn i verdures originari de les cultures mesoamericanes, que es prepara especialment durant la temporada de la tapizca.[16]
- Chapines (o tacos guatemaltecos): tacos amb carn de porc o pollastre desfilada cuinada en un comal[17]
- Tamales: fets de farina d'arròs mòlta i servits calents en una fulla de plàtan.[17]
- Fiambre: plat tradicional, amb múltiples ingredients, que només se serveix el dia de les ànimes (principis de novembre)
- Rellenitos de plátano: postres consistents en boles de massa amb plàtans i puré de mongetes dolces
- Atole: beguda calenta endolcida amb blat de moro o plàtan[18]
- Mosh: beguda de civada que se serveix normalment per esmorzar[19]
- Ron Zacapa Centenario: rom envellit almenys 16 anys en bótes de roure i caramel·litzat